# Orostachys japonica
Orostachys japonica är en fetbladsväxtart som beskrevs av Alwin Berger. Orostachys japonica ingår i släktet Orostachys och familjen fetbladsväxter. Inga underarter finns listade i Catalogue of Life.

## Bildgalleri

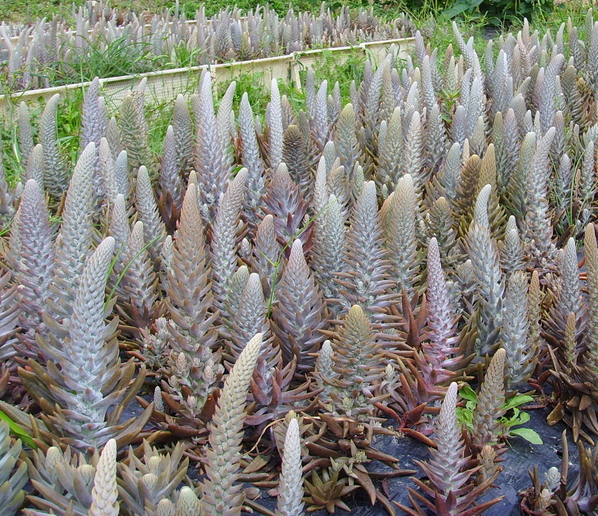
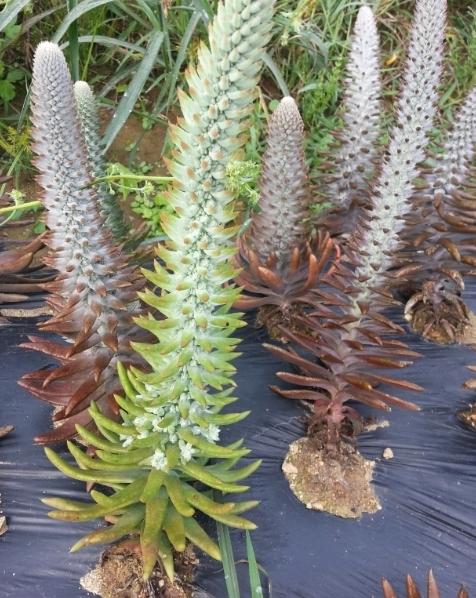